# Chaetopisthes
Chaetopisthes is een geslacht van coprofage kevers uit de familie bladsprietkevers (Scarabaeidae). De wetenschappelijke naam van het geslacht is voor het eerst geldig gepubliceerd in 1847 door John Obadiah Westwood.
Deze kleine kevers zijn termitofiel, wat betekent dat ze afhankelijk zijn van termieten tijdens hun levenscyclus of een deel ervan. Ze leven als gast van de termieten (voorzover bekend steeds uit het geslacht Odontotermes) in hun nesten en heuvels in zuid-Azië (India, Sri Lanka, Myanmar). Ze voeden zich wellicht met de schimmels die de termieten ondergronds kweken en/of met hun uitwerpselen.
De gastheersoorten van de kevers zijn vaak niet gekend. Chaetopisthes sulciger is aangetroffen in een nest van Odontotermes wallonensis in zuid-India, overigens samen met Corythoderus gibbiger, een andere termitofiele keversoort. Een gastheer van Chaetopisthes assmuthi is Odontotermes obesus.